# Michele De Pirro
Michele De Pirro (Genova, 2 agosto 1965) è un autore televisivo e vignettista italiano.
Si è laureato in Filosofia del linguaggio all'Università degli Studi di Genova con una tesi su Wittgenstein.
Comincia a pubblicare vignette satiriche in coppia con Luca Bertolotti alla fine degli anni ottanta su Cuore e su Il Secolo XIX, successivamente anche su Linus (col quale collabora tutt'oggi), Liberazione, Cronache di Liberal, Avvenimenti, Repubblica.it, Il Fatto Quotidiano e Affaritaliani.it e L'Huffington Post. Attualmente, sempre in coppia con Luca Bertolotti, è collaboratore di Smemoranda, Il Male di Vauro & Vincino, del settimanale svizzero Il Diavolo e ha collaborato con l'esperienza del quotidiano diretto da Luca Telese: Pubblico.  Inoltre le loro vignette accompagnano regolarmente gli articoli di Marco Travaglio, Peter Gomez e Pino Corrias sul blog Voglio scendere.
A partire dal 1995, in televisione è stato autore di: Galagoal su TMC, Go-Cart su Rai 2, Gnu su Rai 3, Striscia la notizia su Canale 5, Smetto quando voglio su Italia 1, TgShow su Sky Show e Quelli che il calcio e... programma della domenica pomeriggio di Rai 2 condotto da Simona Ventura. Per Sky Uno ha recentemente scritto il programma Menu Mondiali condotto dal giovane chef Simone Rugiati e Claudio Lippi.
È assistente alla Facoltà del Design del Politecnico di Milano nei corsi di Cultura dei media e di Sociologia dei processi culturali e comunicativi tenuti dal Professor Francesco Siliato.
Nel maggio del 2013 ha fondato Prugna, rivista satirica online. Nel dicembre 2017 ha curato Come un sub nel bidè, prima raccolta con le battute di Prugna, attualmente in libreria. La prefazione del libro è di Antonio Ricci.
Insegna Filosofia e Storia al Liceo Linguistico/ Scienze umane Ezio Vanoni di Vimercate (MB)